# Claude Marti
Ne pas confondre avec Claude Marti, chanteur occitan
Pour les articles homonymes, voir Marti.
Claude Marti, né le 10 novembre 1926 à Lausanne en Suisse et décédé le 14 octobre 2004 à Paris, est un publicitaire et conseiller en communication politique d'origine suisse, mais qui a fait sa carrière professionnelle en France.

## Biographie
Claude Marti s'établit en France en 1945.
Après avoir dirigé plusieurs agences de communication entre 1955 et 1971, il entre chez TBWA comme directeur du développement et membre du comité directeur (1972-1976), puis vice-président (1978-1982), avant de créer sa propre agence, « Claude Marti Communication », en 1982.
Il s'est investi dans plusieurs organisations professionnelles ou interprofessionnelles françaises. Il a présidé de 1978 à 1981 l'AACP, devenue l'Association des agences conseils en communication (AACC). Il a été administrateur, puis vice-président du Centre d'étude des supports de publicité (CESP).
Il est considéré comme l'« un des pionniers de la communication politique » en France, avec d'autres communicants comme Jacques Séguéla, Jacques Pilhan, Thierry Saussez, qui ont introduit et développé le marketing politique à l'anglo-saxonne dans la vie politique française dans les années 1980. Il a été le conseiller en communication de Michel Rocard et de François Mitterrand. Il conseille Michel Rocard dès l'élection présidentielle de 1969,  et fait partie de son équipe à l'époque de l'« appel de Conflans » (19 octobre 1980). François Mitterrand fit appel à lui plus tard, quand il était président de la République.
Il serait l'inventeur de l'expression « Madame Michu » pour désigner la Française moyenne, .
Claude Marti a beaucoup travaillé à l'international : au Liban (conseiller d'Amine Gemayel), en Iran, en Hongrie. Mais c'est surtout en Afrique qu'il a été le conseiller en communication de nombreux chefs d'État ou hommes politiques,  : Paul Biya (Cameroun), Omar Bongo (Gabon), Gnassingbé Eyadéma (Togo), Mahamane Ousmane et son adversaire Ibrahim Baré Maïnassara (Niger), Lansana Conte (Guinée), Robert Gueï,  (Côte d'Ivoire), Didier Ratsiraka (Madagascar), mais aussi Khadafi à propos de l'affaire du DC-10 d'UTA.
Il a exposé ses idées en 1987 dans un livre, Les Trompettes de la renommée, dont il a emprunté le titre à un album de Georges Brassens. Il a enseigné au CELSA.

## Distinctions et récompenses
- Officier de la Légion d'honneur.
- Oscar de la publicité 1968[3].
- Lion d'or de Cannes 1976[14].